# Ligidium tschatcalicum
Ligidium tschatcalicum is een pissebed uit de familie Ligiidae. De wetenschappelijke naam van de soort is voor het eerst geldig gepubliceerd in 1976 door Borutzkii.